# Last mile
Last mile (последња миља) је термин који се користи за проводник између телефонске централе и претплатника. Та дужина која износи до 1.600 метара је максимално дозвољено растојање претплатника од телефонске централе и условљено је струјом даљинског напајања микротелефонске комбинације тј. телефонског апарата. 
Овај део телефонске мреже, која се још назива и приступна мрежа, је и најскупљи јер сваки претплатник треба да има своју "жицу" до телефона а ту су и проблеми полагања каблова по градовима који стварају велике трошкове. Поред тога донедавно по тим жицама је ишао само говoрни сигнал до 3.400 Hz а сада постоје сигнали далеко веће учестаности (нпр. АДСЛ) и проблем слабљења сигнала је веома изражен. Наиме постојећа, претплатничка телефонска мрежа, која је грађена годинама и има изузетно велику вредност на овај начин се искоршћава многоструко, што је наравно везано и за приходе телеком оператора као и испуњење жеља корисника.
Зато се под термином "последње миље" подразумевају сви проблеми који искрсавају у намерама повећања искоришћења претплатничке мреже.
Ови проблеми, тамо где је то оправдано (нпр велики корисници типа Банке, Тв куће и сл) се превазилазе оптичким кабловима као и претплатничким бакарним кабловима специјалних карактеристика.